# Pío Isaac Acuña
Pío Isaac Acuña (San Fernando del Valle de Catamarca, 27 de mayo de 1788-Ibidem, 4 de enero de 1867) fue noveno hijo de Francisco de Acuña nacido en la Puebla del Deán, Reino de España, y Trinidad Vera y Aragón, nacida en Polco, Catamarca. Licenciado en Leyes por la Universidad de Córdoba. Destacado miembro del Partido Federal (Argentina). Gobernador de la Provincia de Catamarca.

## Biografía
Fue bautizado en el «Oratorio de los Vera» en Polcos. Fueron sus padrinos el comerciante español y Procurador General de Catamarca Antonio Manuel González de Hermida y su esposa Ana Rosa Espeche, suegros de Nicolás Avellaneda y Tula; abuelos maternos de Marco Avellaneda, mártir de Metán, y bisabuelos del presidente Nicolás Avellaneda. (Iglesia Matriz de Catamarca)
Después de haber concluido sus primeros estudios en Catamarca se trasladó a los 16 años a Córdoba donde “Tomó Beca” el 13 de agosto de 1805 en el Real Seminario de Nuestra Señora de Loreto; allí compartió su residencia – entre otros - con su hermano Tadeo Acuña, y su sobrino Eusebio Gregorio Ruzo, además de hombres como Alejandro Heredia, José María Bedoya, José María y Julián Paz, Nicolás del Moral o Ramón Gil Navarro.
Licenciado en Leyes graduado el 31-XII-1814 por la Universidad de Córdoba, donde fue compañero de curso de Facundo Zuviría, Rudecindo Alvarado, Cayetano Campana, Julián Paz, Juan José de Alsina, Juan Cruz Varela, Juan Crisóstomo Lafinur y Amaranto Ocampo.
Dirigente federal y hacendado, vivió en Catamarca en la casa colonial con altillo frente a la plaza (hoy calle República) que heredara de su padre Francisco de Acuña. En el año 1820 formó parte junto al General Francisco Ortiz de Ocampo y Eusebio Gregorio Ruzo de un movimiento destinado a desestabilizar a los gobiernos de La Rioja, Catamarca y Tucumán.
Un año después como Alcalde de 1.er. voto del Cabildo, le correspondió aceptar la renuncia presentada por el Teniente Gobernador Nicolás Avellaneda y Tula. Signatario en 1821 del Acta de Autonomía de Catamarca, fue miembro de la primera Junta de Gobierno y más tarde Secretario de Gobierno durante la gobernación Eusebio Gregorio Ruzo.
En esos años fue designado administrador de la Capellanía La Toma, por su hermano el Dr. Pedro Ignacio de Acuña. En agosto de 1826 como consecuencia de la revolución federal, apoyada por Bustos, Ibarra y Quiroga contra el gobernador unitario Gutiérrez, asumió la gobernación de Catamarca, habiendo sido depuesto poco después por las tropas del General Gregorio Aráoz de Lamadrid. Ante esos sucesos el General Facundo Quiroga, relata el padre Ramón Rosa Olmos en su Historia de Catamarca, lo repuso en el mando de la provincia en el mes de diciembre de ese año, aunque logró permanecer poco tiempo debido a la acción de las fuerzas unitarias.
En el año 1828 fue elegido junto al Coronel Tomás Correa, diputado al Congreso Nacional de Santa Fe, provincia en la que se encontraba cuando fue ejecutado Manuel Dorrego. En Santa Fe, tuvo frecuentó al gobernador Estanislao López y al diputado por La Rioja Lucio N. Mansilla y perteneció, junto a hombres como Gerónimo Salguero, Marcos Castro y Bernardo de Igarzabal, al círculo de los diputados "no instalados", que respondían al gobernador de Córdoba Juan Bautista Bustos. Con posterioridad a la ejecución de Manuel Dorrego marchó a Córdoba a efectos de reunirse con el gobernador cordobés, y más tarde a Catamarca. El General Bustos comunicó entonces a su par santafesino, el General Estanislao López, que “el propio Acuña” había viajado al Valle a fines de lograr el apoyo de la Legislatura.
En el año 1831, el gobernador Marcos Antonio Figueroa lo designó Ministro de Hacienda, y dos años después, en 1833 fue nombrado Ministro de Gobierno, y Presidente de la Legislatura de Catamarca. También en ese año fue Gobernador Delegado de Catamarca, en reemplazo titular Valentín Aramburu oportunidad en que intercambió relevante correspondencia con el General Facundo Quiroga en tornó al dictado de las constituciones locales. En el año 1835 era miembro de la Legislatura de Catamarca cuando debió exiliarse bajo el amparo de Felipe Ibarra en Santiago del Estero y más tarde en San Luis adonde fue acogido por Pablo Lucero.
En el año 1841 actuó como Ministro de los gobernadores Balboa, y Nieva y Castilla, aunque debido a los excesos cometidos por este último le retiró más tarde su apoyo político. Esta actitud le valió la desconfianza del General rosista Nazario Benavídez.
Retirado durante años de las funciones públicas se reintegró a las mismas sólo después de la derrota de Rosas con el rango de Fiscal de Estado durante el primer gobierno del General Octaviano Navarro, y fue luego miembro del primer Tribunal de Justicia provincial, seleccionado por la legislatura como candidato al congreso de Paraná, y en 1855 Convencional Constituyente, junto a hombres como fray Mamerto Esquiú, fray Wenceslao Achával y fray Luis Gabriel Segura, que luego se desempeñarían como obispos de Córdoba, Cuyo y Paraná.
Designado Juez del Crimen, su actuación se caracterizó por su conocimiento del derecho y la justa aplicación de las leyes. En el año 1857, a edad avanzada presidió nuevamente la Legislatura provincial.
El Licenciado Pío Isaac de Acuña intervino activamente en los sucesos políticos posteriores a 1815, habiendo formado además del movimiento revolucionario en 1820, de una revolución fallida contra el gobernador Gutiérrez quién lo condenó a la pena de muerte, de la que logró escapar. También se opuso a la reelección del gobernador Manuel Navarro en 1850, habiendo sido juzgado por encabezar una revolución por una Junta de Guerra que lo obligó a abandonar la Provincia.
En el Archivo del Brigadier General Juan Facundo Quiroga, se conserva la correspondencia intercambiada entre el militar riojano y el licenciado Acuña; una de esas cartas, enviada por Quiroga en 1833, es citada frecuentemente para remarcar las ideas del caudillo en torno a la organización nacional.
Pío Isaac era, de acuerdo a relatos recogidos por la tradición familiar «de tez blanca y ojos azules, muy delgado, alto y algo desgarbado». Por su parte, Ramón Gil Navarro en su diario de viajes hizo referencia a su «voz grave y acompasada». [cita requerida]
Contrajo matrimonio en la Iglesia matriz de La Rioja el 26-IX-1826 con Petrona Alcántara de los Dolores Pasos y Granillo, siendo celebrada la ceremonia por el tío de ésta, Presbítero Francisco Javier Nicolás Granillo (“el cura de los Llanos”), y actuando como testigos, el Dr. Tadeo Acuña y el coronel Marcos Antonio Figueroa, quién fuera luego lugarteniente de Facundo Quiroga.
Petrona Pasos había nacido en el año 1792 en La Rioja, era hija de Pedro Pablo Pasos (e Hidalgo), natural de Córdoba y de la riojana Juliana Granillo (y Mercado). Al contraer matrimonio con Isaac Acuña, “la bella Pasos” como se la llamaba, era viuda del Coronel Nicolás del Moral (Gómez y Cubas) -que había sido antiguo compañero del Seminario de Loreto de Isaac- con quién se había casado en La Rioja en 1815, radicado en la antigua merced familiar en San Antonio (Aimogasta), Arauco obtenida por Pedro del Moral y Andrade; de ese primer matrimonio nacieron dos hijos que fuyeron educados por Pío Isaac, Beatriz del Moral y Pasos, y Benjamín del Moral y Pasos.
Pío Isaac de Acuña, además de haber administrado durante años la capellanía de La Toma, fue propietario de la casa con altillo frente a la plaza que heradera de su padre, una casa sobre la actual calle República y, como se señala en la testamentaria de su esposa, de «edificios y fincas enteramente distintos en calidad, extensión y ubicación». Entre los bienes inmuebles dejados por su viuda se encontraban dos casas ubicadas en la entonces llamada calle de San Francisco, el llamado “sitio de La Tasca”, además de los derechos que le correspondían a su esposa sobre “Las Higuerillas” en La Rioja.
El licenciado Pío Isaac de Acuña falleció en Catamarca en 4 de enero de 1867; y una calle de su ciudad natal lleva en su homenaje su nombre; Petrona Pasos y Granillo falleció en Catamarca el 27-XI-1875.
Hijos: 1. Eusegio Gregorio Acuña Pasos. Nació en Catamarca el 31 de enero de 1828, falleció el 31 de julio de 1829. 2. Segundo Isaac Acuña Pasos, nació en Catamarca el 5 de noviembre de 1829, secretario de número, abogado, diputado provincial, juez del crimen, fiscal de estado, presidente de la cámara de diputados en 1882, periodista y profesor de latín del colegio nacional, c.m. con Catalina Figueroa de Lamadrid, hija de José María Figueroa Usandivaras y Feliciana de Lamadrid y Aráoz, c.s. 3. Justa Clara Acuña Pasos nació en Catamarca, contrajo matrimonio con el cordobés Santiago Ortega y Ascoeta, hijo de José Ortega y Martínez y Josefa Ascoeta y Echenique c.s. 4. Nónica Acuña Pasos, contrajo matrimonio con Bernabé Gómez y Jérez,hijo de Pedro Ignacio Gómez Espeche y Clara de Jérez y Trejo c.s.